# Isaac Beeckman
Issac Beeckman (Middelburg, 10 de dezembro de 1588 — Dordrecht, 19 de maio de 1637), foi um matemático, físico, médico e filósofo neerlandês, iniciando como aprendiz na fábrica do pai, onde fez velas e canalizações da água.

## Biografia
Beeckman tinha como ambição original ser pastor, mas acabou por ir estudar em Leiden, de 1607 a 1610, as disciplinas de filosofia e linguística. Aplicou-se também no estudo da medicina durante dois anos, e foi examinado em Caen, de acordo com as regras académicas da época, tendo sido aprovado como médico em 1618. Apesar de fazer carreira na medicina, estava interessado na física, na mecânica, na filosofia natural, astronomia, engenharia e meteorologia.
São vários os exemplos da sua acção académica e experimental. Por exemplo, foi um dos primeiros a propor a aplicação da matemática na física. Em Dordrecht foi construída uma torre na escola, para que Beeckman pudesse fazer observações meteorológicas e astronómicas. Com esta construção foi possível manter por muito tempo registos meteorológicos, usando instrumentos que desenvolveu para esse fim. Fundou o Collegium Mechanicum, uma sociedade de artesãos e intelectuais que se ocupavam com problemas científicos, especialmente aqueles que tinham aplicação prática. Em 1619 foi consultado para um projecto que tinha como objectivo evitar a formação de bancos de areia no porto de Middleburg. Trabalhou para melhorar os telescópios, e aparentemente melhorou técnicas de polimento de lentes. Em 1636 foi indicado para o júri (da Holanda) que julgou a proposta de Galileu para determinar as longitudes. Em 1619-20, foi co-reitor da Universidade de Utrecht. Em 1620, foi reitor assistente do seu irmão em Roterdão, compartilhando o salário com ele. Em 1627, foi reitor da escola de latim em Dordrecht. Issac Beeckman manteve amizade e correspondência com Willebrord Snel van Royen, René Descartes, Pierre Gassendi e Marin Mersenne, entre outros. Faleceu em Dordrecht, a 19 de Maio de 1637, aos 49 anos.

## Trabalho e legado

Corda vibratória em modo fundamental, com três comprimentos diferentes

Beeckman não publicou suas ideias, mas influenciou muitos cientistas de sua época. Desde o início de seus estudos, ele manteve um extenso diário ("Journaal" em holandês), do qual seu irmão publicou algumas de suas observações em 1644. No entanto, isso passou basicamente despercebido. O escopo das ideias de Beeckman não ganhou vida até que o historiador da ciência Cornelis de Waard redescobriu o Journaal em 1905 e o publicou em volumes entre 1939 e 1953.
- Rejeitando Aristóteles, Beeckman desenvolveu, independente de Sebastian Basso, o conceito de que a matéria é composta de átomos.
- Beeckman é mencionado como uma das primeiras pessoas a descrever a inércia corretamente, porém ele também assume que uma velocidade circular constante é conservada.Corda vibratória em modo fundamental, com três comprimentos diferentes

- Beeckman havia mostrado que a frequência fundamental de uma corda vibrando é proporcional ao recíproco do comprimento da corda.
- Na análise do funcionamento de uma bomba, ele teorizou corretamente que a causa é a pressão do ar e não a então popular teoria do vácuo de horror.

Em sua época, ele foi considerado um dos homens mais educados da Europa. Por exemplo, ele impressionou profundamente Mersenne, apesar de suas visões religiosas opostas, assim como Gassendi, que aparentemente havia se voltado por Beeckman para a filosofia de Epicuro (atomismo). Este último chegou a proclamar, em uma carta de 1629 a Peiresc, que Beeckman foi o maior filósofo que ele já conheceu.